# Ratha játrá

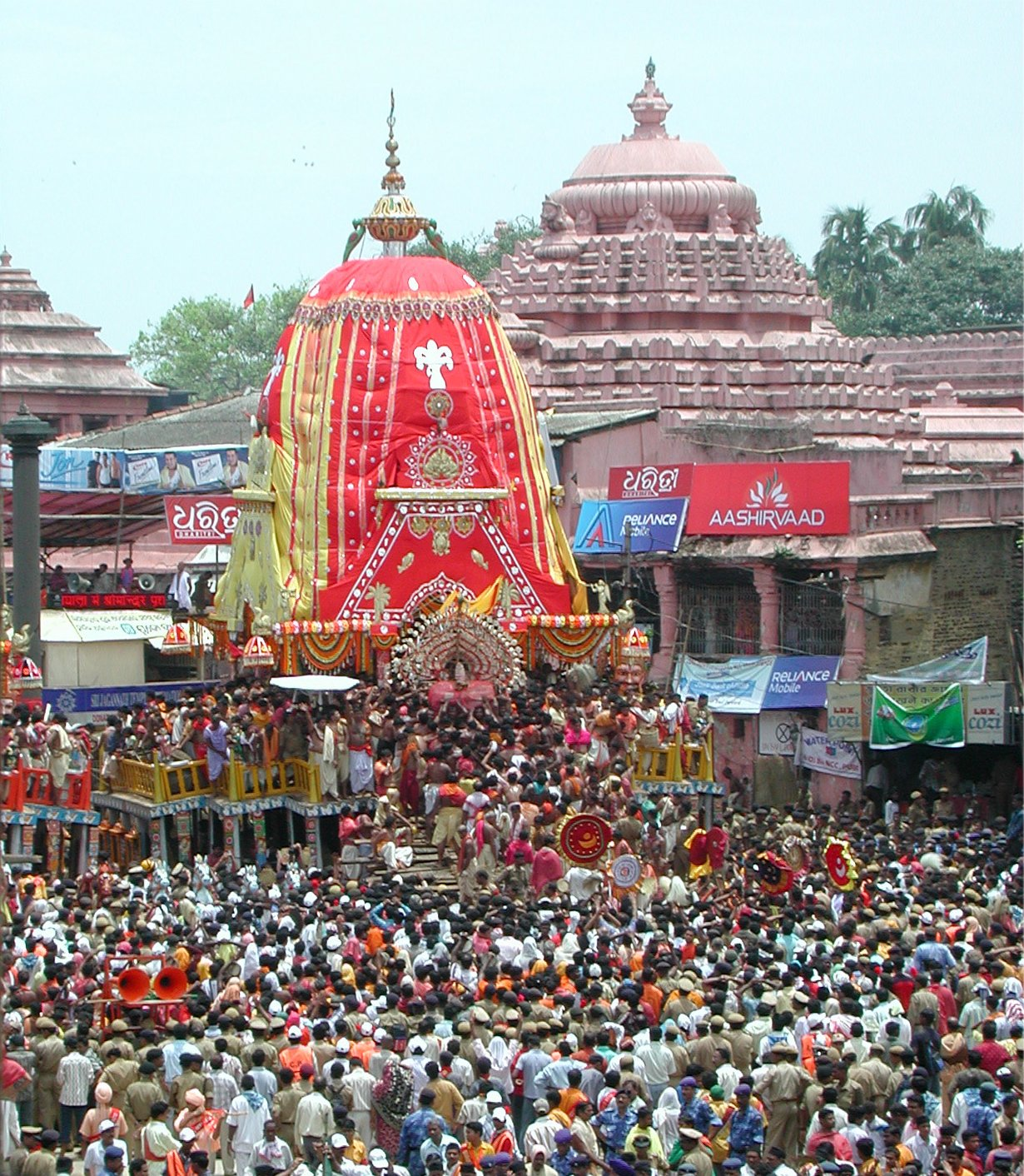
Ratha játrá v Purí v roce 2007

Ratha játrá je významný festival spojený s Pánem Džagannáthem (Krišnou) pořádaný ve městě Purí v indickém státě Urísa během června nebo července. Velká část dění v tomto městě je spojena s uctíváním Džagannátha v místním starobylém chrámu. Festival připomíná Krišnův návrat domů do Vrindávanu po dlouhé době odloučení od tamních obyvatel.

## Etymologie
Ratha znamená v sanskrtu vůz nebo kočár a játrá označuje poutní cestu či procesí. Ratha játrá tedy znamená procesí vozů.

## Festival
Džagannátha (Krišna), Baladéva a Subhadrá jsou ve svých podobách múrti uctíváni v chrámu, ale během Ratha játry projíždějí po ulicích, aby každý – včetně oddaných, kterým není povolen vstup do chrámu (nehinduisté a cizinci) – dostal možnost je spatřit. Tři bohatě ozdobené, přibližně 15 m vysoké vozy připomínající chrámy jsou taženy po hlavní ulici zvané Grand Road do chrámu zvaného Gundičá Mandir vzdáleného asi 3 km od jejich chrámu. Tam zůstávají přibližně týden a poté se vracejí. Každý rok se pro tuto příležitost vyrábějí nové vozy. Miliony oddaných z celé Indie i zahraničí přicházejí do Purí s touhou dotknout se některého z provazů, za které jsou vozy taženy, neboť to považují za velmi zbožný čin a neváhají kvůli tomu ani riskovat život v obrovském davu. Účastníci procesí hrají a zpívají devocionální písně za doprovodu hudebních nástrojů. Mnoho indických televizních stanic vysílá přímý přenos z festivalu. Současně probíhá i vysílání na internetu.

## Mezinárodní Ratha játry
Festivaly Ratha játrá zdomácněly ve většině velkých světových měst od roku 1967 (San Francisco) díky hnutí Hare Krišna, jehož zakladatel A. C. Bhaktivédánta Svámí Prabhupáda tento festival považoval za nedílnou součást aktivit hnutí. Nyní se každoročně pořádá například v Londýně, Paříži, New Yorku, Montrealu či Torontu.
Poprvé v České republice se Ratha játrá konala v Brně 21. září 2007. První pražská Ratha játrá se konala 13. července 2008, druhá pak 19. července 2009. Od té doby se většinou konala některou červencovou neděli.

## Galerie

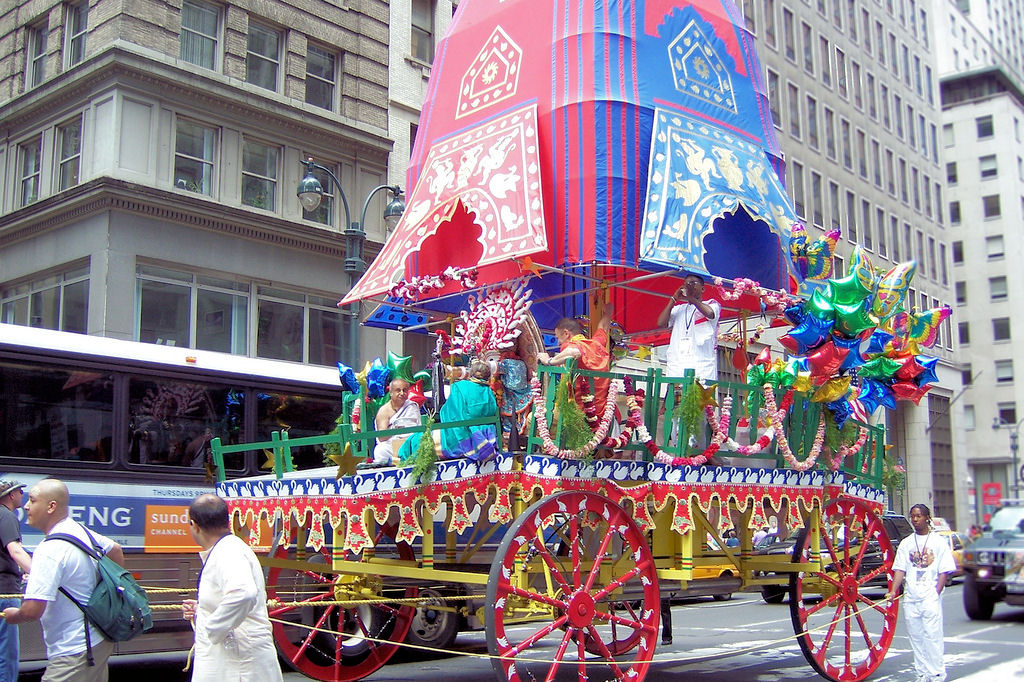
Ratha Yatra, New York 2006
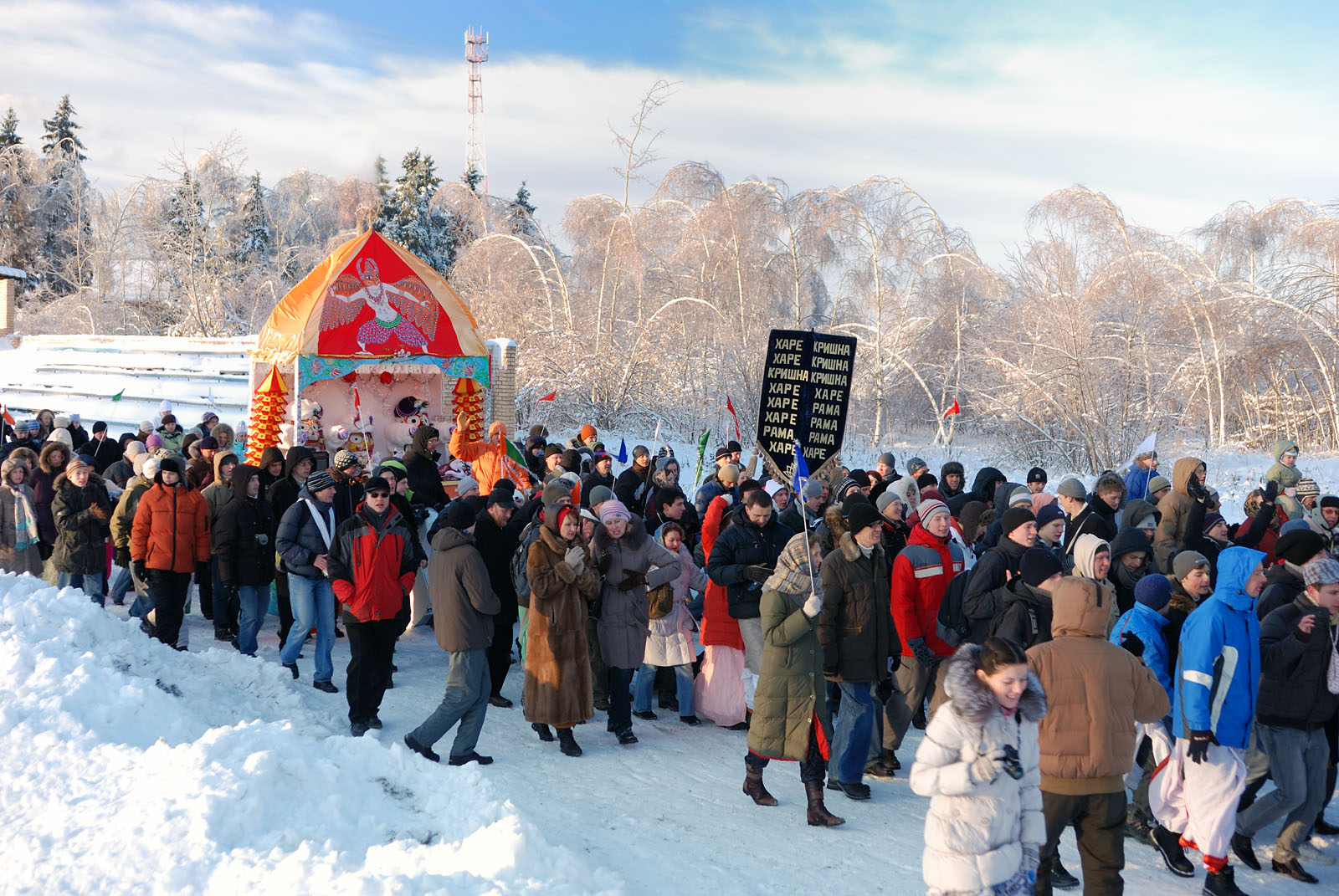
Ratha Yatra, oblast Moskvy, Rusko 2011
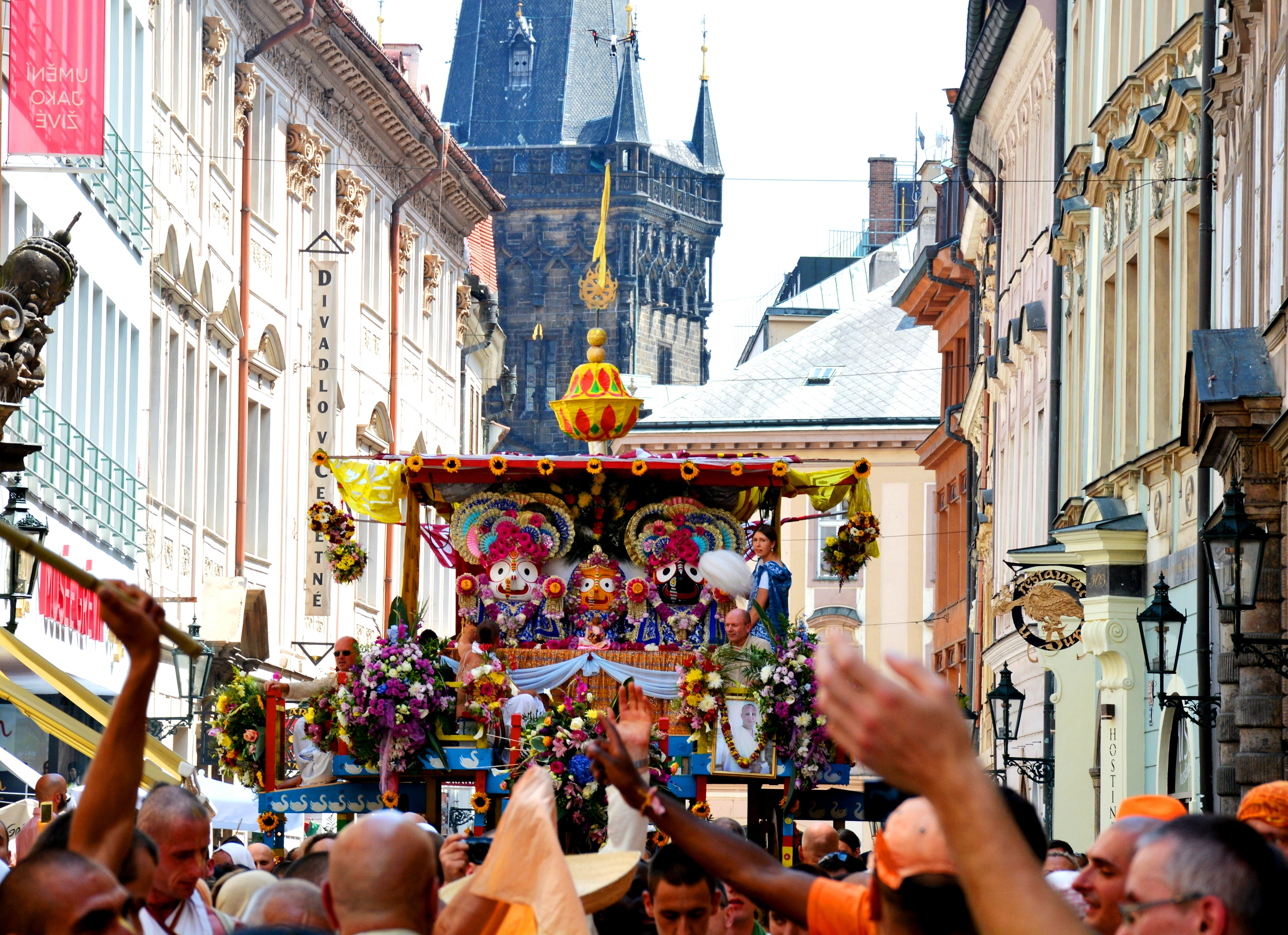
Ratha Yatra, Praha 2015
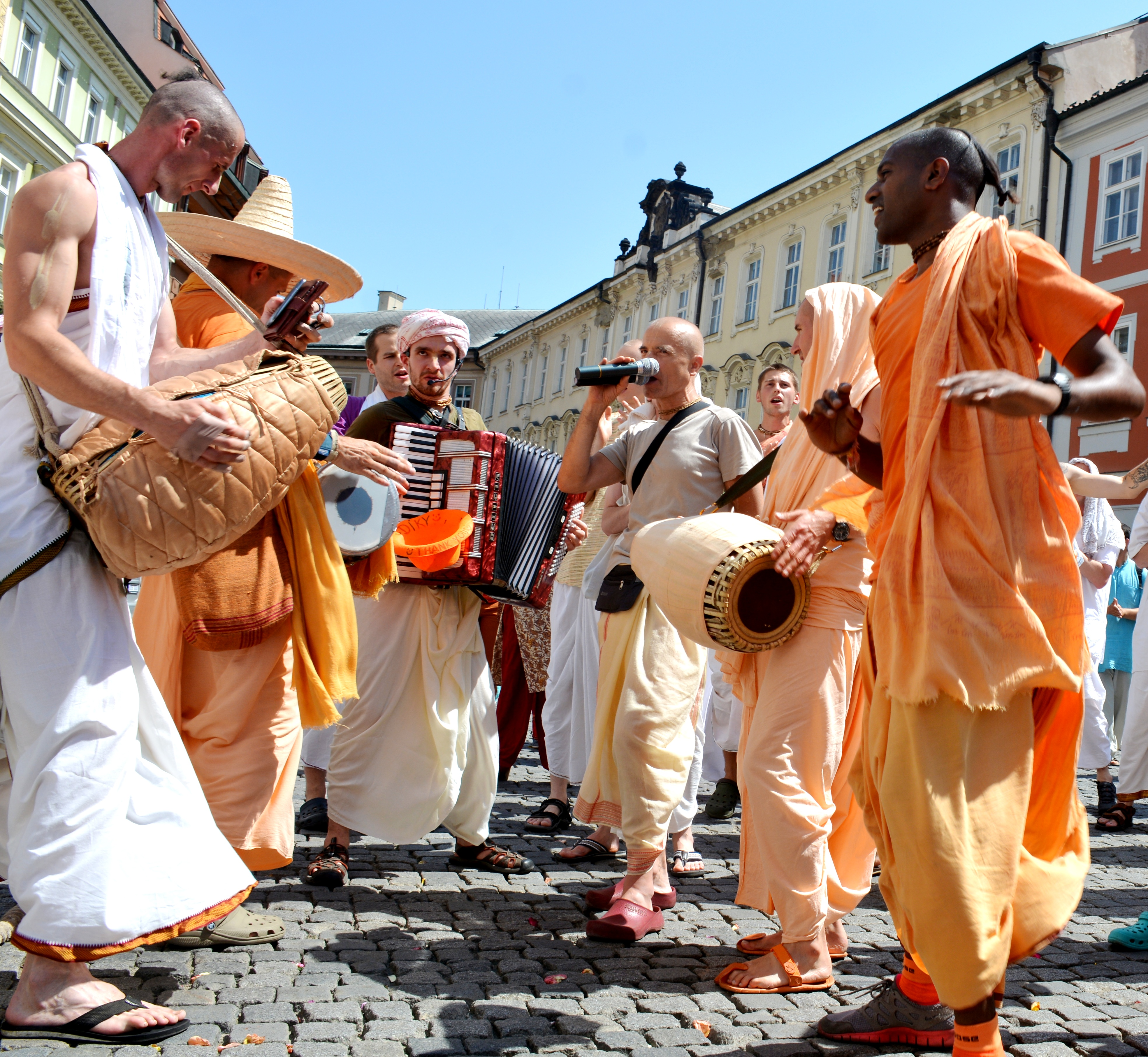
Ratha Yatra, Praha 2015
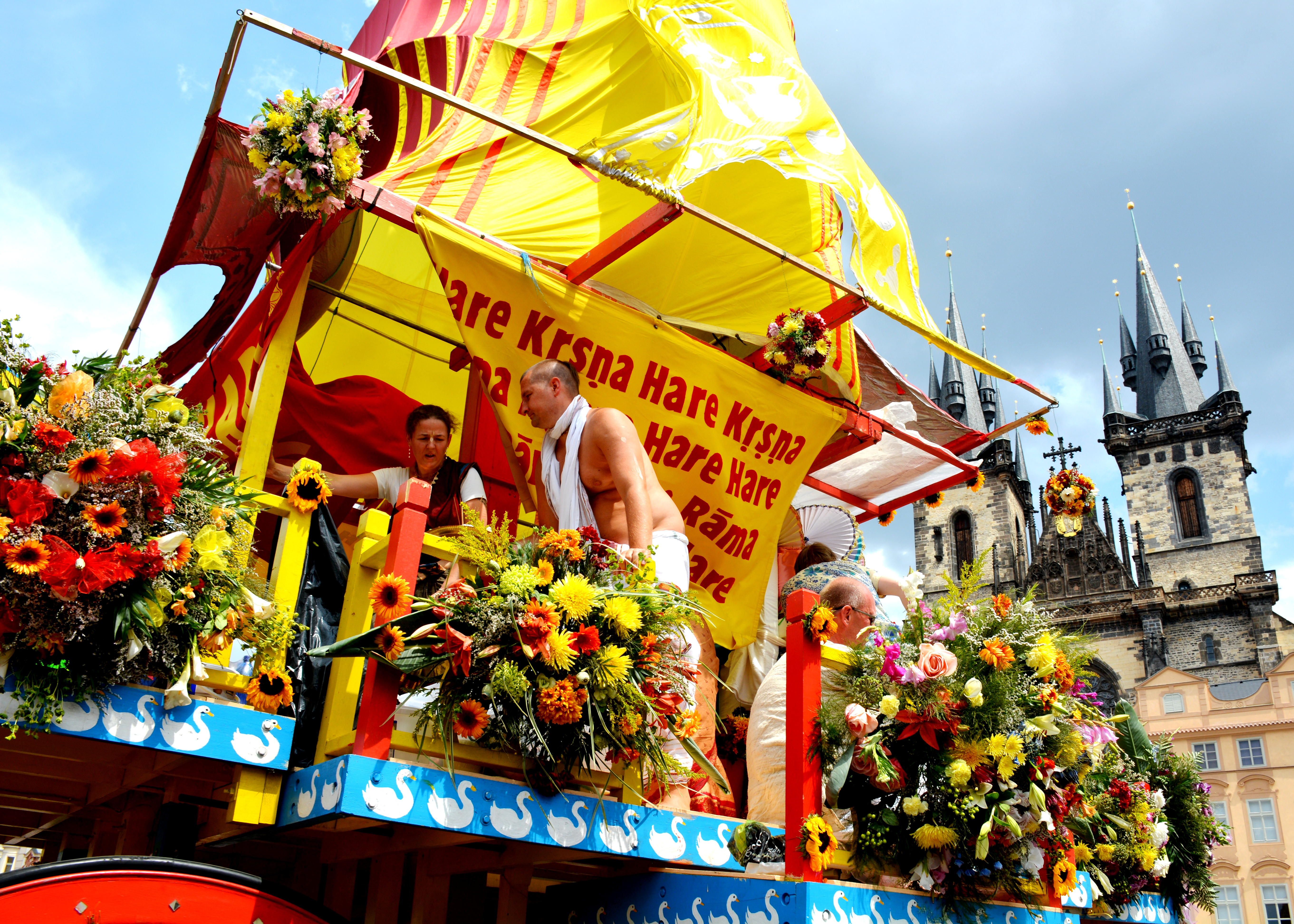
Ratha Yatra, Praha 2015
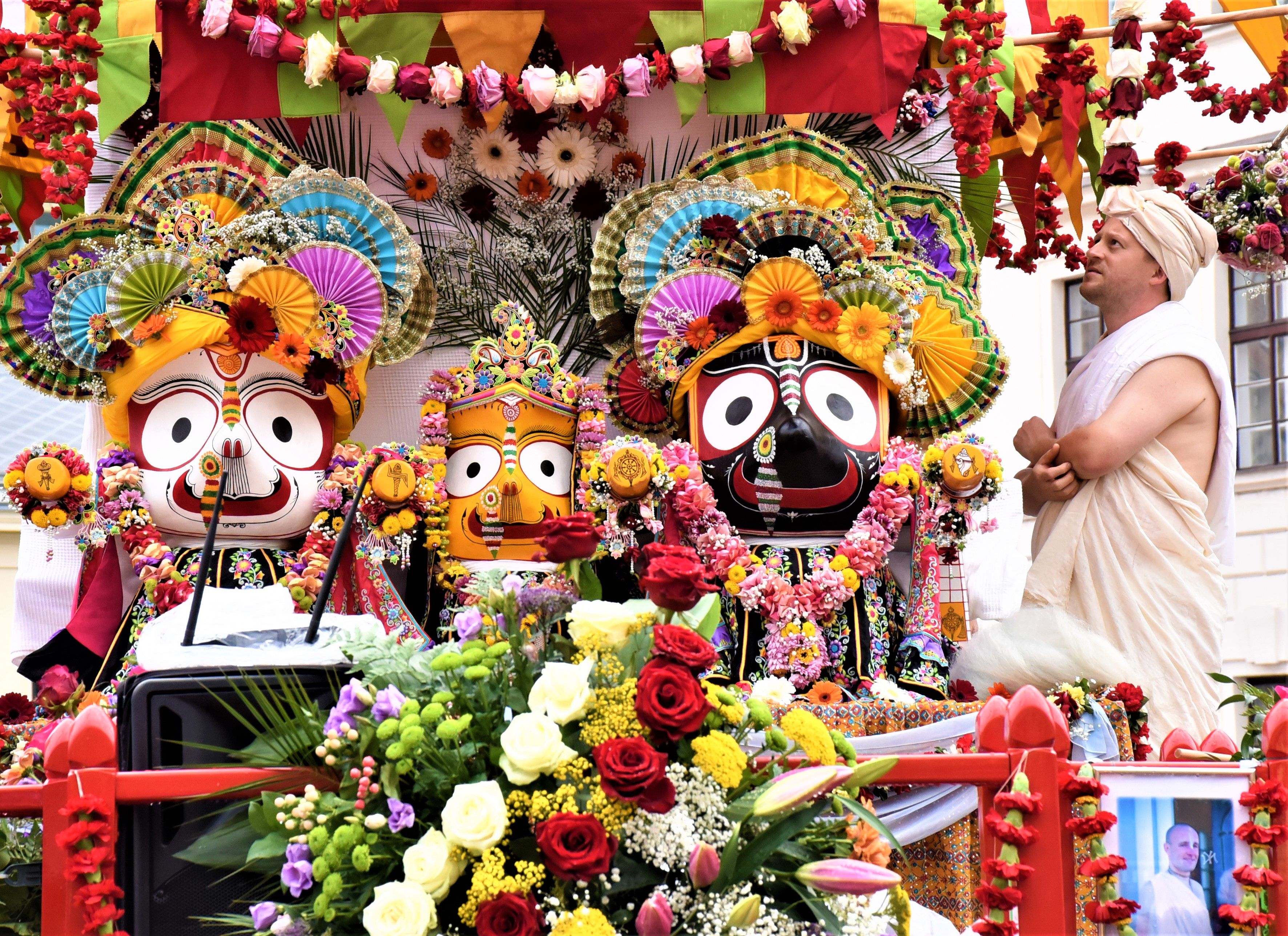
Ratha Yatra, Praha 2019